# Општина Гаисени (Ђурђу)
Гаисени (рум. Gãiseni) општина је у Румунији у округу Ђурђу.
Oпштина се налази на надморској висини од 124 m.